# Caltabellotta
Caltabellotta (på sicilianska Cataviddotta) är en kommun i kommunala konsortiet Agrigento, innan 2015 provinsen Agrigento, i regionen Sicilien i sydvästra Italien. på den italienska ön och regionen Sicilien, belägen cirka 60 km söder om Palermo och cirka 45 km nordväst om Agrigento. Kommunen hade 3 566 invånare (2017).

## Historia
Caltabellotta har identifierats som den antika staden Sicani Triocala, som erövrades av romarna år 99 f.Kr. Efter Västromerska rikets fall, och efter flera sekel under bysantinskt styre, erövrades Caltabellotta av morerna under den islamiska expansionen. Morerna byggde sedermera fortet. 1090 intogs staden av normanderna med Roger I av Sicilien i spetsen.
Här slöts freden i Caltabellotta den 31 augusti 1302 som avslutade resning den sicilianska aftonsången.